# Кавагучи
Вижте пояснителната страница за други значения на Кавагучи.
Кавагучи (на японски: 河口湖, по английската Система на Хепбърн Kawaguchi-ko) е езеро близо до планина Фуджи, Япония. Намира се в префектура Яманаши и е най-популярното от Петте езера на Фуджи. Езерото е част от националния парк Фуджи-Хаконе-Изу. Намира се на височина около 800 m, на която летата са хладни, а зимите се мразовити. През последните години Кавагучи измества близкото езеро Яманака като най-популярно в районът.